# 链荚豆属
链荚豆属（学名：Alysicarpus）是蝶形花科下的一个属，为草本植物。该属共有约30种，分布于非洲、亚洲、澳大利亚、波里尼西亚和热带美洲。
属名Alysicarpus希腊语alysis（链条）与karpos（果）合成词，指果实的形状如链。

## 物种
本属包括以下物种：
- 柴胡叶链荚豆 Alysicarpus bupleurifolius
- 卵叶链荚豆 Alysicarpus ovalifolius
- 皱缩链荚豆 Alysicarpus rugosus
- 链荚豆 Alysicarpus vaginalis
- 云南链荚豆 Alysicarpus yunnanensis